# Visconde de Sagres
Título criado por D. Luís I de Portugal, por decreto de de 28 de agosto de 1870, em favor de Carlos Benevenuto Casimiro.
Usaram o título
1. Carlos Benevenuto Casimiro (1804 - 1885) - 1.º visconde de Sagres.
2. Alfredo Casimiro de Vasconcelos e Silva (? - 1879) - filho do anterior, 2.º visconde de Sagres.